# Neder-Silezisch voetbalkampioenschap
Het Neder-Silezische voetbalkampioenschap (Duits: Niederschlesische Fußballmeisterschaft) was een van de regionale voetbalcompetities van de Zuidoost-Duitse voetbalbond, die bestond van 1906 tot 1933.
Tot 1913 was het een volwaardige competitie uitsluitend voor clubs uit Liegnitz. Vanaf 1913/14 kwamen er ook competities in Brieg en Glogau en werd de competitie meer een tussenstadium  tussen de regionale kampioenschappen en de Zuidoost-Duitse eindronde. Vanaf 1921 kwamen er ook competities in Schweidnitz, Waldenburg en Wohlau, de competitie van Brieg bestond intussen niet meer. Vanaf 1922 werd het terug een volwaardige competitie zonder regionale voorrondes.
In 1933 kwam de Nationaalsocialistische Duitse Arbeiderspartij aan de macht in Duitsland en werden alle overkoepelende voetbalbonden met hun competities afgeschaft.

## Kampioenen
- 1907 ATV Liegnitz
- 1908 ATV Liegnitz
- 1909 ATV Liegnitz
- 1910 ATV Liegnitz
- 1911 ATV Liegnitz
- 1912 ATV Liegnitz
- 1913 ATV Liegnitz
- 1914 ATV Liegnitz
- 1920 ATV Liegnitz
- 1921 ATV Liegnitz
- 1922 FV 1920 Züllichau
- 1923 ATV Liegnitz
- 1924 SC Jauer 1920
- 1925 SVgg Schutzpolizei Liegnitz
- 1926 SpVgg 1896 Liegnitz
- 1927 VfB Liegnitz
- 1928 VfB Liegnitz
- 1929 VfB Liegnitz
- 1930 VfB Liegnitz
- 1931 VfB Liegnitz
- 1932 VfB Liegnitz
- 1933 VfB Liegnitz

## Seizoenen eerste klasse
Van de seizoenen 1919/20 en 1920/21 zijn enkel deelnemers aan de eindronde bekend, er hebben wellicht meerdere clubs dat jaar in de competitie gespeeld. Clubs uit Brieg verkasten na de Eerste Wereldoorlog naar de Midden-Silezische competitie. Clubs uit Freiburg in Schlesien, Reichenbach im Eulengebirge, Schweidnitz, Striegau en Waldenburg verkasten in 1925 naar de Berglandse competitie. 
| Club                                   | /22 | Periode (1906-1914, 1919-1933)  |
| -------------------------------------- | --- | ------------------------------- |
| FC Blitz 03 Liegnitz                   | 20  | 1906-1914, 1921-1933            |
| ATV Liegnitz                           | 12  | 1906-1914, 1919-1923            |
| SC Jauer                               | 12  | 1921-1933                       |
| DSC Neusalz                            | 12  | 1921-1933                       |
| SC Preußen 1911 Glogau                 | 11  | 1912-1914, 1921-1922, 1925-1933 |
| Vereinigte Grünberger Sportfreunde     | 11  | 1922-1933                       |
| VfB Liegnitz                           | 10  | 1921-1922, 1924-1933            |
| SpVgg 1896 Liegnitz                    | 10  | 1923-1933                       |
| Vereinigte Sportfreunde Preußen Wohlau | 10  | 1920-1930                       |
| FC Viktoria 06 Liegnitz                | 9   | 1906-1914, 1921-1922            |
| SpVgg Blau-Weiß Züllichau              | 9   | 1920-1929                       |
| Waldenburger SV 09                     | 8   | 1911-1914, 1920-1925            |
| SpVgg Schupo Liegnitz                  | 6   | 1921-1927                       |
| SV Silesia Freibrug                    | 6   | 1912-1914, 1921-1925            |
| ATV Liegnitz II                        | 5   | 1909-1913, 1921-1922            |
| SpVgg 1908 Reichenbach                 | 5   | 1920-1925                       |
| Schweidnitzer FV 1911                  | 4   | 1911-1914, 1924-1925            |
| SC Germania Liegnitz                   | 3   | 1906-1909                       |
| SC Schlesien Haynay                    | 3   | 1930-1933                       |
| FC Sportfreunde 1920 Waldenburg        | 3   | 1921-1924                       |
| FC Wacker Grünberg                     | 2   | 1913-1914, 1921-1922            |
| VfB Schweidnitz                        | 2   | 1919-1920, 1921-1922            |
| SV Preußen Waldenburg-Altwasser        | 2   | 1921-1922, 1924-1925            |
| SC Preußen 1911 Glogau II              | 1   | 1913-1914                       |
| FC Fortuna Neusalz                     | 1   | 1913-1914                       |
| FC Fortuna Neusalz II                  | 1   | 1913-1914                       |
| Schweidnitzer FV 1911 II               | 1   | 1913-1914                       |
| FC Blitz 03 Liegnitz II                | 1   | 1921-1922                       |
| FC Union Liegnitz                      | 1   | 1912-1913                       |
| SC Brega 09 Brieg                      | 1   | 1913-1914                       |
| FC Sportfreunde Schweidnitz            | 1   | 1913-1914                       |
| FC Viktoria Kusser                     | 1   | 1913-1914                       |
| Grünberger SC                          | 1   | 1913-1914                       |
| MTV Schweidnitz                        | 1   | 1921-1922                       |
| VfR 1915 Schweidnitz                   | 1   | 1921-1922                       |
| SV Grünberg                            | 1   | 1921-1922                       |
| MTV Fraustadt                          | 1   | 1921-1922                       |
| Vereinigte Striegauer Sportfreunde     | 1   | 1921-1922                       |
| SpVgg Königszelt                       | 1   | 1921-1922                       |
| VfB Bad Salzbrunn                      | 1   | 1921-1922                       |
| SSV Steinau                            | 1   | 1921-1922                       |

1906/07 · 1907/08 · 1908/09 · 1909/10 · 1910/11 · 1911/12 · 1912/13 · 1913/14 · 1914/15 · 1915/16 · 1916/17 · 1917/18 · 1918/19 · 1919/20 · 1920/21 · 1921/22 · 1922/23 · 1923/24 · 1924/25 · 1925/26 · 1926/27 · 1927/28 · 1928/29 · 1929/30 · 1930/31 · 1931/32 · 1932/33